# Stylophora pistillata
Stylophora pistillata is een rifkoralensoort uit de familie van de Pocilloporidae. De wetenschappelijke naam van de soort is voor het eerst geldig gepubliceerd in 1797 door Esper.